# 吳廣霈
吳廣霈（1855年—1919年），字劍華，號瀚濤，又號劍華道人、琴溪道士等，涇縣茂林人。
清末吏部尚書吳芳培玄孫。早年為驻日公使何如璋随员，后升任神户副领事。在神户認識王韬。归国后任轮船招商局文案，改直隶候补知县。光緒七年（1881年），與馬建忠二人因公務赴印度，商讨鸦片专售事宜，途中寫有《南行日記》。光绪二十一年（1895年），甲午战争惨败，吴广霈聞訊慷慨流涕，乃“发愤慷慨，闭户著万言书。”戊戌政变后，吴广霈和上海亚细来协会会员恽玉茗避往日本。民國後，任清史馆纂修，負責邦交志。吴广霈好讀杜甫詩，曾批点《杜诗集评》十五卷，今藏湖北省图书馆。著有《救时要策万言书》2卷、《石鼓文考证》1卷等。